# Elsing
Elsing is een civil parish in het bestuurlijke gebied Breckland, in het Engelse graafschap Norfolk met 244 inwoners.